# 武汉基督教新教
武汉是中国内陆省份中基督教新教最早传入的地点，1861年6月21日，汉口开埠的当年，伦敦会传教士杨格非来到汉口，他是第一个进入中国内陆省份的基督教新教传教士。
1950年，在武汉还有12个教派:伦敦会，圣公会，循道公会，真耶稣教会，宣道会，地方教会（基督徒聚会处），瑞典行道会，基督复临安息日会，中华福音道路德会，中国基督教信义会，中国神召会，信心神召会。1950年共有76个教堂。
伦敦会陆续在武汉三镇建立了一批教堂，包括武昌戈甲营44号的崇真堂，和汉口江汉路的花楼总堂，后者为湖北伦敦会的总堂，在1932年迁往模范区的云樵路（今黄石路），并定名为格非堂（今名荣光堂）。1927年，伦敦会所属教堂加入中华基督教会。1950年，武汉市中华基督教会15个教堂中，属于伦敦会的约有12座：崇真堂（武昌戈甲营）、真神堂（汉阳东正街，原属浸礼会）、真光堂、格非堂、首恩堂、灵光堂、救恩堂、重生堂、新河堂、筷子街堂、魏氏纪念堂。1930年有信徒727人。
循道公会与伦敦会同样渊源于英国，1863年2月21日由郭修理传入汉口，湖北教区总堂设在汉口汉正街的救世堂，并开办普爱医院，在武昌开办有博文中学。1950年，该会在武汉有11座教堂：永生堂、汉阳堂（汉阳西大街）、弘道堂（武昌武珞路）、皇经堂、硚口堂、救世堂（汉口汉正街）、公店堂、新桥堂、张公堤堂、修善堂、牌楼街堂。
武汉的圣公会渊源于美国，1868年，美国圣公会中国和日本教区惠主教（Channing Moors Williams）派遣华人牧师颜永京到达武汉三镇。圣公会在武昌昙华林开设了文华书院，校内设立圣诞堂。辛亥革命之前的武汉革命小团体“日知会”，就是利用文华书院阅览室进行活动的。20世纪上半叶，几个差会联合办学的华中大学也设在这里。1902年起，汉口成为圣公会鄂湘教区的中心，主教座堂设在汉口英租界内鄱阳街圣保罗座堂。1950年，该会在武汉有12座教堂：圣诞堂（武昌昙华林文华大学内）、圣救世主堂（武昌府街口）、圣三一堂（武昌中正路）、圣米迦勒堂（武昌复兴路）、圣安得烈堂（武昌积玉桥）、天恩堂（汉阳显正街）、天道堂、复生堂、圣施洗约翰堂、仁主堂（武昌彭刘杨路同仁医院内）、圣希里达堂（武昌民主路小东门）、圣保罗座堂（汉口鄱阳街）。
瑞典行道会于1890年传入武昌，在昙华林设立基地，然后发展到湖北省沙市、黄冈、麻城、监利等地。1918年在武昌汉阳门建立总堂生命堂。另外，该会在武昌武胜门正街（今得胜桥）兴建了真理堂。1950年，中华基督教会教堂中，属于瑞典行道会的有3座教堂：生命堂（武昌汉阳门）、真理堂（武昌昙华林）、道路堂。1930年合计289人。
宣道会于1893年传入武昌，在粮道街设有教堂。武昌是宣道会华中部（湖北、湖南、安徽3省）的中心，二战以后，全国委办会和《圣经报》也迁来武昌。该会在武汉仅有一座宣道堂。
基督复临安息日会于1909年传入汉口。该会在汉口法租界建有汉口警世堂（今中山大道黄兴路口），1937年米勒耳在武昌东湖开办武汉卫生疗养院。1950年，该会在武汉有3座教堂：警世堂（汉口）、武昌后宰门堂、东湖教会。
信义宗各教派在华中的河南、湖南等省有规模不小的传教事业，它们在汉口附近的黄陂县滠口联合设立中国唯一的信义宗神学院：滠口信义神学院，并在在汉口租界内的黎黄陂路与洞庭街交界处兴建高6层的汉口信义公所大楼，作为传教士宿舍。不过直到1947年内战期间，才有一批河南省信徒南下武汉，设立信义会的教堂。1950年，该会在武汉有2座教堂：汉口堂、武昌堂。
福音道路德会（中美信义会，Evangelical Lutheran Missionary Society）为美国密苏里路德会的差會，于1913年由传教士雅仁德（Edward L Arndt）传入汉口，在汉口华清街建立了第一座礼拜堂锡恩堂。1915年，雅仁德在武昌得胜桥兴建了人子堂。1922年成立汉口协同神学院，校内设有协同堂，1932年设于渣甸路（今解放公园路）怡和村。1950年，该会在武汉有3座教堂：人子堂（武昌得胜桥）、三一堂（汉阳显正街）、协同堂。
真耶稣教会于1921年由张巴拿巴传入武汉。该会在武汉分为张巴拿巴派与魏保罗派，共有23处聚会所，大约1500名信徒。1953年，真耶稣教会全国总会由北京迁来武汉。1950年，该会在武汉有23座教堂，多为砖木民房。
中国神召会于1948年由该会会长、美国教士顾培德从昆明传入，在武昌设有教堂。1950年，该会在武汉有2座教堂：汉口堂、武昌堂。 
信心神召会于1947年由美国女教士艾溥利、安爱德由河南驻马店传入。1950年，该会在武汉有2座教堂：中山大道堂、自治一街堂。
地方教会（基督徒聚会处）于1933年由蓝志一传入汉口，1949年前在武昌张之洞路建聚会所。该会曾举行福音游行，信徒中知识分子比重较高。 1950年，该会在武汉有2座教堂：武昌聚会处、汉口聚会处。
除此以外，汉口外侨在汉口胜利街设有汉口协和礼拜堂，由信义宗借用。
20世纪初，武汉的基督徒增长较快。1920年代受到“非基督教运动”的冲击，发展停滞。1942年，日军将英美传教士全体押往上海龙华集中营囚禁。1950年代，西方传教士撤出中国大陆，大部分教派参加了三自爱国运动。地方教会在加入后又宣布退出三自组织，1956年，其领袖何广涛、张光照作为“反革命分子”被捕。1958年，真耶稣教会一批领袖作为“反革命集团”遭到逮捕。1959年，武汉基督教76处教堂仅保留4座：汉口黄石路荣光堂、救世堂、武昌生命堂、汉阳福音堂，进堂礼拜人数急剧减少。1966年文化大革命开始，上述4座教堂也被关闭。1980年代，基督教徒人数有所增加，汉口黄石路荣光堂和救世堂恢复开放，生命堂无法恢复，遂将武昌民主路277号原基督教青年会会所改为武昌堂，并用作中南神学院。